# Cârnați de Pleșcoi
Cârnații de Pleșcoi sunt cârnați din carne de oaie, condimentați cu ardei și usturoi. Ei își trag numele de la localitatea Pleșcoi din județul Buzău, România, localitate în a cărei zonă sunt produși în mod tradițional. Deși în general cârnații de Pleșcoi sunt făcuți doar din carne de oaie, unii fabricanți folosesc și carne de vită (în proporție de maxim o treime) în cazul în care carnea de oaie este prea grasă.

## Istoric
Originea denumirii cârnaților de Pleșcoi se leagă de satul Pleșcoi, situat în prezent în comuna Berca. Primul document istoric care atestă existența satului datează din 24 aprilie 1484, când, sub numele de „Plăcicoi”, acesta a fost menționat în actele emise de voievodul Vlad Călugărul, la cetatea de scaun Târgoviște.
Sursele istorice indică o legătură strânsă între comunitatea din Pleșcoi și creșterea oilor încă din timpul domniei lui Radu Paisie (1545–1554). Astfel, în documentele comerciale ale negustorilor brașoveni se remarcă două transporturi de piei de oaie, provenind din localitățile Pâcle și Pleșcoi, evaluate la aproape 1.500 de aspri, evidențiind astfel importanța creștinirii oilor și a prelucrării cărnii în zonă.
În ceea ce privește tradiția cârnaților de Pleșcoi, istoricul buzoian Marius Constantinescu susține că rețeta ar putea avea o vechime de peste 2000 de ani. Deși modul de condimentare din acea perioadă rămâne neclar, se consideră că se utilizau condimente locale precum usturoiul, cimbrul, busuiocul, măcrișul, mărarul, hreanul și semințele de mac.

Mai mult, se sugerează că acești cârnați erau cunoscuți încă din secolele XIII–XIV, după întemeierea Țării Românești sub domnia lui Basarab I (1324–1352). Aceștia erau comercializați la târgul Drăgaica – cunoscut și sub numele de „Târgul dintre țări” – organizat anual între 10 și 24 iunie la poalele Penteleului.

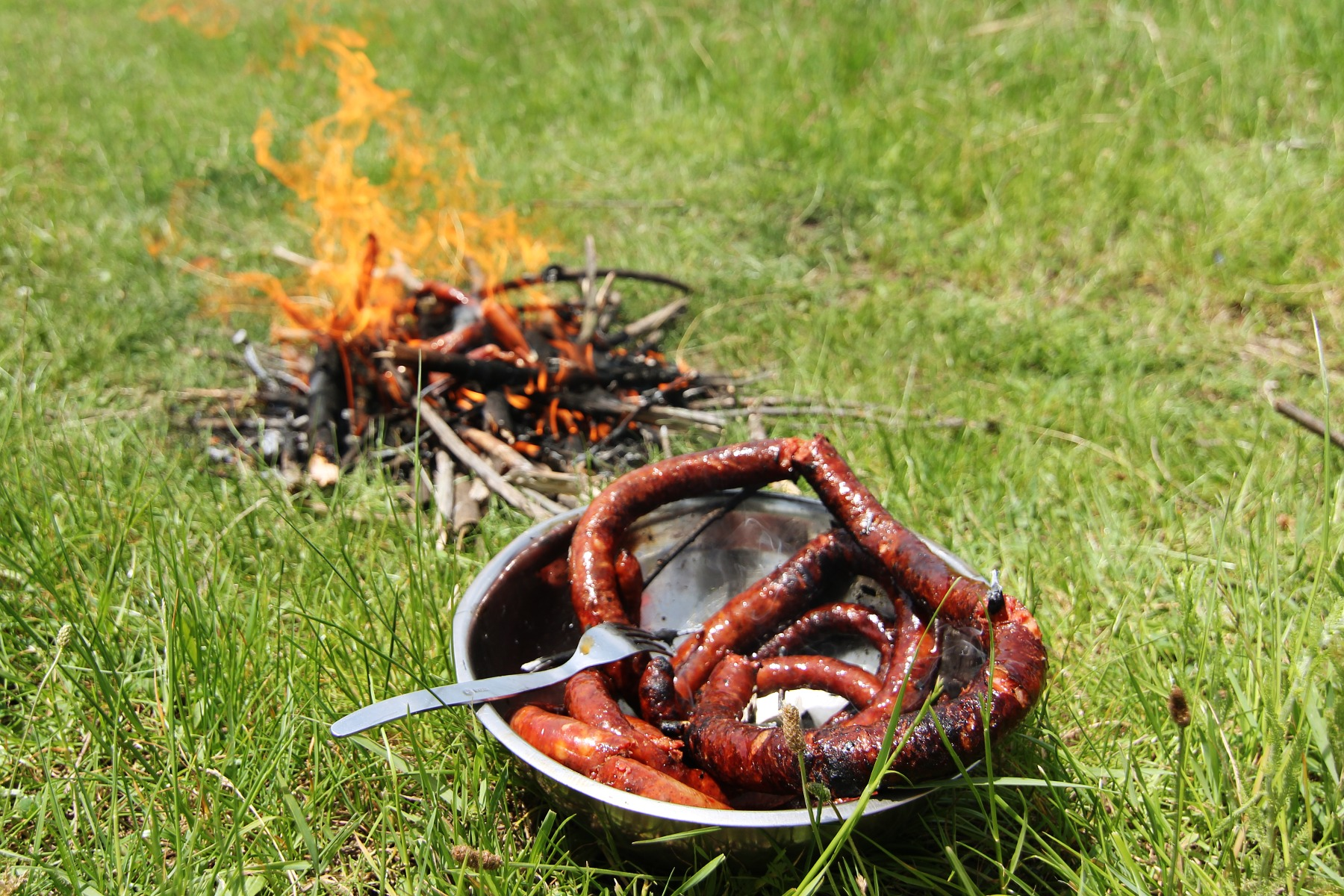
Cârnați de Pleșcoi fripți la foc deschis